# Католический собор Святой Марии (Эдинбург)
Метропольный собор Вознесения Девы Марии (англ. The Metropolitan Cathedral of Our Lady of the Assumption), кратко — собор Святой Марии (англ. St Mary’s Metropolitan Cathedral) — католический собор архиепархии Сент-Эндрюса и Эдинбурга, главный собор католиков Шотландии. Расположен в Вест-Энде Нового города в Эдинбурге, Шотландия. Памятник архитектуры категории B.

## История
Собор Святой Марии спроектирован в неоперпендикулярном готическом стиле архитектором Джеймсом Гиллеспи Грэмом в 1813—1814 годах и открылся как часовня в 1814 году. Позже часовня была значительно украшена Огастесом Пьюджином.
В 1878 году после восстановления католической иерархии в Шотландии часовня стала про-кафедральным собором новой архиепархии Сент-Эндрюса и Эдинбурга. 5 июля 1886 года церкви официально присвоили статус кафедрального собора. Является национальной святыней Святого Андрея.
В 1892 году из-за ущерба, причинённого пожаром в соседнем Королевском театре, собор потребовал значительного ремонта и перестройки. В боковых стенах были сделаны арки и добавлены проходы с обеих сторон; за проект отвечал Джон Биггар. Святилище было расширено с помощью трёх ниш.
Военный мемориал и главный алтарь по проекту Реджинальда Фэрли были возведены в 1921 году; балдахин был добавлен в 1927 году. В 1932 году высота крыши была увеличена компанией Reid and Forbes.
В 1970-е годы в собор был реконструирован в соответствии с требованиями Второго Ватиканского собора. Папа Иоанн Павел II посетил собор Святой Марии в мае 1982 года в рамках своего визита в Шотландию.
В соборе имеется орган и действует хор.